# Pseudohadena odontographa
Pseudohadena odontographa là một loài bướm đêm trong họ Noctuidae.